# Dlouhý meč

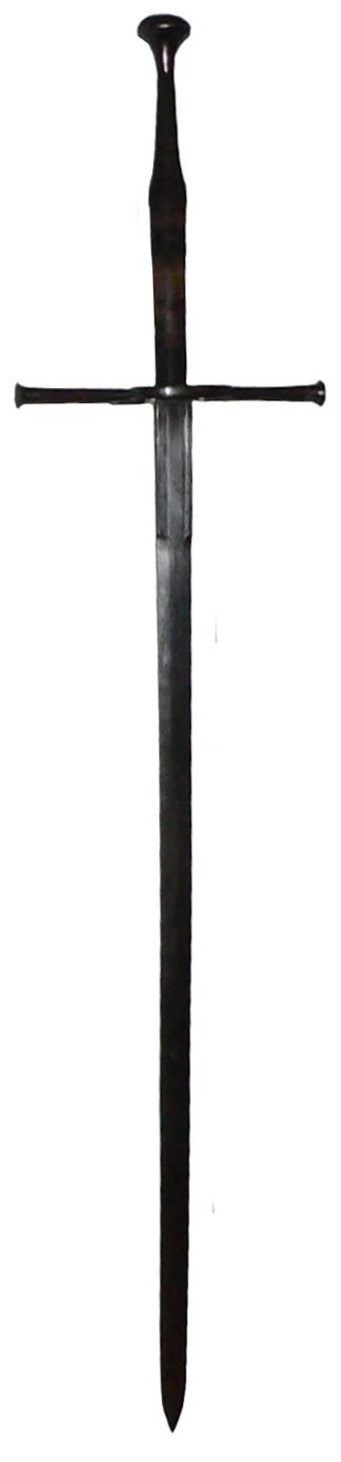
Bastard

Dlouhý meč je typ meče, který se používal v Evropě od 14. století (nálezy datované 1350). Původní název používaný ve střední Evropě (v německy mluvících zemích) je Langschwert („dlouhý meč“). Dnes je běžně používaným názvem jedenapůlruční meč nebo dlouhý meč.
Meč byl vyvinut pro potřeby pěších bojovníků, kteří neměli štít a proto mohli svou zbraň uchopit oběma rukama a tak zesílit razanci všech myslitelných pohybů. Meč v době vzniku této zbraně býval především zbraní elitních válečníků, tj. obrněných jezdců, kteří využívali celou řadu zbraní a štít. Nové zbrani se nejdřív říkalo poněkud opovržlivě bastard (kříženec, levoboček). Lze se domýšlet, že to bylo pro obojakou povahu vymykající se zařazení. Zbraň nemá čepel výrazně delší jak jednoruční meče, ale drží se oběma rukama, ale možná i proto, že narušovala tehdejší tradice (štít byla totiž pýcha každého rytíře).
Zbraň se rychle osvědčila na bojištích jako univerzální meč a nakonec byla vzata i mezi soubojové zbraně. Správný český odborný termín pro tuto zbraň je také meč pro jednu a půl ruky.
Dnes se s názvem „bastard“ můžeme setkat především na srazech účastníků fantasy bitev.
Délka této sečně bodné zbraně je ovlivněna výškou šermíře, obecně lze říci, že meč by měl dosahovat někam pod solar šermíře. Nejběžnější tak bývá celková délka něco málo přes metr. Čepel je dlouhá okolo 100 cm, u záštity poměrně široká a přechází přímo do hrotu. Jílec je oproti jednoručnímu meči prodloužen. Hruška (hlavice) je těžší, aby vyrovnala prodloužení čepele a tak zůstala zachována výborná ovladatelnost meče (těžiště zbraně blízko místa úchopu). Hmotnost meče se pohybuje okolo jednoho a půl kilogramu.
Největšího rozmachu dosáhlo užívání dlouhého meče koncem 14. století a během 15. století. Doloženo je používání a výcvik boje s touto zbraní ještě v období rokoka. Ještě v 17. století se běžně používala titulatura „mistr dlouhého meče“.
Zvládnutí techniky boje jedenapůlručním mečem je poměrně obtížné. Zbraň se ovládá oběma rukama, čímž umožňovala využít jak síly a pádnosti seku, tak přesnosti bodu. Jedenapůruční meč se drží tak, že jedna ruka je na jílci těsně pod záštitou a druhá na hrušce (hlavice), umožňující přehmátnout nebo využití levé ruky k dalším bojovým aktivitám od úderu až po různé páčení a stržení protivníka.
Pro boj s těmito meči existují dva hlavní styly, „německá“ a „italská“ škola. Italská škola se zaměřuje spíše na bodné útoky, německá vychází ze seků a plynulých pohybů s mečem společně s rychlými úhyby dozadu a do boků.
Dochovalo se poměrně značné množství literatury a obrazových podkladů pojednávající o boji touto zbraní. Popisy jsou však poměrně nejasné, autoři se pravděpodobně snažili zašifrovat své techniky, tak aby byly texty srozumitelné pouze pro zasvěcené žáky. Mají například charakter rýmujícího se textu.
Bojem touto zbraní se zabývalo mnoho mistrů v rozličných koutech Evropy. Zachovaly se tzv. šermířské knihy (německy Fechtbücher) mnoha mistrů této zbraně, namátkou: Talhoffer, Jakubson, Joachim Meyer, Lichtenauer, Marozzo, Sutor.
Jeden z nejznámějších šermířů této doby a nejlepších šermířů doby tamější byl bezpochyby právě Joachim Meyer. Tento šermíř také napsal o boji touto zbraní několik knih.
Také dnes se tento meč těší značné oblibě mezi šermíři, zabývajícími se historickými zbraněmi evropského středověku.